# Els Vilars (Espolla)
Els Vilars és un nucli de població del terme municipal d'Espolla (Alt Empordà), situat a 1,5 km del nucli urbà, en direcció nord, situat en una petita vall de la Serra de l'Albera, amb la riera del seu mateix nom, afluent de l'Orlina.
S'hi pot arribar per un camí, asfaltat en la seva major part, que surt des de darrere mateix de l'església parroquial. Format per una vintena de cases, que tenen el seu origen als segles xvii i xviii, el seu estat de conservació és desigual. Actualment n'hi ha poques que estiguin habitades tot l'any, tot i que en temporada d'estiu la població augmenta i darrerament s'hi han rehabilitat cases de poble i alguna masia.
El lloc s'esmenta a l'acta de consagració de l'església de Sant Martí de Baussitges, de l'any 946.
L'activitat agrícola que s'hi ha dut a terme és la mateixa que al nucli principal: el cultiu de la vinya i l'olivera. Amb tot, la seva proximitat amb les muntanyes fa que totes les activitats relacionades amb el bosc hi hagin tingut una major presència. Actualment, el veïnat compta amb un elaborador de cava.
Al seu voltant es troben molts monuments megalítics, com ara el Dolmen d'Arreganyats, el Dolmen de la Font del Roure, el Dolmen dels Cantons, i el Dolmen de les Morelles.
També fonts i paratges de gran bellesa, dins el Paratge Natural d'Interès Nacional de l'Albera, poden trobar-se recorrent l'important sender de gran recorregut pirinenc, GR 11, que transita pel veïnat.
La necròpolis hallstàtica dels Vilars fou descoberta l'any 1886 a poc més d'un kilòmetre al nord d'aquest veïnat, al paratge anomenat l'Esparraguera. Aquest fou el primer camp d'urnes, cementiri d'incineració, dels pobles indoeuropeus o cèltics trobat a l'Empordà. La ceràmica trobada en aquesta necròpolis pot ser datada dels segles IX-XII aC
Molt a prop s'hi troben les ruïnes de l'església preromànica de Sant Pere dels Vilars del segle x.